# Аматлан (Веракрус)
Аматлан (исп. Amatlán) — посёлок в восточной части Мексики, на территории штата Веракрус. Входит в состав муниципалитета Наранхос-Аматлан.

## Географическое положение
Аматлан расположен в северо-восточной части штата, на левом берегу реки Танкочин, на расстоянии приблизительно 213 километров к северо-западу от города Халапа-Энрикеса, административного центра штата. Абсолютная высота — 176 метров над уровнем моря.

## Население
Согласно данным, полученным в ходе проведения официальной переписи 2005 года, в посёлке проживало 1841 человек (902 мужчины и 939 женщин). Насчитывалось 494 дома. По возрастному диапазону население распределилось следующим образом: 35,4 % — жители младше 18 лет, 48 % — между 18 и 59 годами и 16,6 % — в возрасте 60 лет и старше. Уровень грамотности среди жителей старше 15 лет составлял 89,9 %.
По данным переписи 2010 года, численность населения Аматлана составляла 1925 человек. Динамика численности населения посёлка по годам:
| 2000 | 2005 | 2010 |
| ---- | ---- | ---- |
| 1973 | 1841 | 1925 |